# Кагульский уезд
Кагу́льский уезд — административная единица в Бессарабской области (1830—1878), губернаторстве Бессарабия Румынского королевства (1918—1940, 1941—1944), в Молдавской ССР (1940—1941, 1944—1949), а также Республики Молдова (1999—2002). Уездный город — Кагул. Площадь 4 029 кв. вёрст.

## История
Образован в 1830 году под названием Леовский уезд из частей Бендерского и Измаильского уездов западнее реки Ялпуг и севернее Нижнего Траянова вала, но включая часть территории Измаильского округа. Центр уезда — город Леово.
В 1835 году, после переноса административного центра из Леова в Кагул, уезд получает название Кагульский.
С 1856 года по 1878 год уезд, за исключением Измаильского округа, находился в составе Молдавского княжества. Измаильский округ сначала был отнесён к новому Комратскому уезду, но через год уезд был упразднён, и Измаильский округ территориально отошёл Аккерманскому уезду.
В 1878 году переданная территория Кагульского и Измаильского уездов была возвращена Российской империи, где без изменения границ образовала Измаильского уезда. Таким образом, территория Кагульского уезда оказалась разделённой между Аккерманским и Измаильским уездами.
В 1918 году, после аннексии Румынией Бессарабии, из частей Аккерманского и Измаильского уездов (жудецов) вновь был выделен Кагульский уезд (жудец). До 1938 года Кагульский жудец был в прямом подчинении королевства Румыния, в период 1938—1940 годов — входил в состав цинута Дунэрий.
В 1940 году, после возвращения Бессарабии СССР, Кагульский уезд с некоторыми территориальными изменениями было решено оставить в составе новообразованной Молдавской ССР. Так, образованная ещё в Румынии Леовская пласа была передана в Кишинёвский уезд, зато большая часть Комратской пласы Бендерского уезда была включена в состав Кагульского уезда как Комратский район.
В период военной оккупации 1941—1944 годов Кагульский уезд восстановлен в прежних границах и являлся частью губернаторства Бессарабия королевства Румыния.
С 1944 Кагульский уезд вновь находился в составе Молдавской ССР вплоть до упразднения уездного деления МССР 16 октября 1949 года. В составе МССР остался лишь Кагульский район, составляющий лишь треть территории уезда.
В 1999 году в независимой республике Молдова была проведена административная реформа, в результате которой была образована территориальная единица «Кагульский уезд» (Judeţul Cahul), изначально включившая в себя Вулканештский, Кагульский, Кантемирский и Тараклийский районы Молдовы. Однако территориально уезд не полностью совпадал с прежним Кагульским уездом, в частности, в территорию нового Кагульского уезда не была включена территория АТО Гагаузия, а меньше чем через год бывший Тараклийский район был выведен из состава Кагульского уезда в самостоятельный Тараклийский уезд. В 2002 году в Молдове была проведена очередная административная реформа, упразднившая уездное деление.

## Административное деление

### Российская империя (1830—1856 и 1878—1918 года)
Территория Кагульского уезда, как самостоятельного, так и в составе Измаильского уезда, не имела административного деления и состояла из отдельных колоний.

### Румынский период (1918—1940 и 1941—1944 годы)
Изначально территория Кагульского уезда (жудеца) была разделена на четыре пласы: Кантемир (центр — Леово), Ион-Воевода (центр — Кагул), Штефан-чел-Маре (центр — Баймаклия) и Траян (центр — Тараклия). Позже были образованы ещё две пласы: Михай-Витязь и Альбата.
В 1941 году были восстановлены первые четыре пласы, а также в отдельные административные единицы выделены города Кагул (Orașul Cahul) и Леово (Orașul Leova).

### Советский период (1940—1941 и 1944—1991 годы)
11 ноября 1940 года территория Кагульского уезда была разделена на 6 районов: Баймаклийский, Вулканештский, Кагульский, Кангазский, Тараклийский и Чадыр-Лунгский.
16 октября 1949 уездное деление Молдавской ССР было ликвидировано, все районы перешли в непосредственное республиканское подчинение.

### Независимая Молдавия (с 1991 года)
В 1999 в Молдавии была проведена административная реформа, в результате которой Вулканештский, Кагульский, Кантемирский и Тараклийский районы были объединены в Кагульский уезд (жудец); Тараклийский район вскоре был выделен в самостоятельный Тараклийский уезд. Как можно увидеть, территория этого жудеца меньше прежде существовавшего.
В 2002 была проведена очередная реформа, отменившая уездное деление.